# 百間
百間（もんま）は、埼玉県南埼玉郡宮代町の町名および字。現行行政地名は百間一丁目から六丁目、および字百間。百間六丁目以外の町丁部分は住居表示実施済み。郵便番号は345-0801。

## 地理
埼玉県の東部地域で、宮代町の概ね中央部に位置する、東武伊勢崎線と大落古利根川右岸に挟まれた北西から南東に細長い地区である。
東から時計回りに字中島、道佛、宮代、中央、本田、大字須賀と隣接する。また、大落古利根川の流路で杉戸町との境界と接し、同町の杉戸、清地とも隣接している。
地内は東武動物公園駅周辺の商店街や住宅地となっている。東口駅前広場の整備が進められている。
また、中須用水と笠原沼落に挟まれた区域に飛地のように住居表示未実施の字百間があり、主に図書館などの公共施設が立地している。こちらは南側で字山崎とも隣接している。中央部を姫宮落川が桜並木を伴いながら流れている。
かつては東武動物公園駅西口側一帯も字百間であったが、宮代町成立後に実施された住居表示により、中央や笠原などの新たな地名となっている。また、百間用水と称される用水路があるが、字百間から600メートル程南側の字山崎地区を流れており、地内を通っていない。

### 地価
住宅地の地価は、2024年（令和6年）1月1日の公示地価によれば、百間四丁目6番9号の地点で7万2,300円/m2となっている。

## 歴史
もとは江戸期より存在した武蔵国埼玉郡百間領に属する百間村、古くは室町期より見出せる太田荘のうちの百間であった。
- はじめは知行は旗本服部氏、寛永年間（1624年 - 1644年）より旗本3氏（朽木・永井・池田氏）による相給。なお、検地は1617年（元和3年）に実施[7]。
- 正保年間（1644年 - 1648年）より旗本2氏（永井・池田氏）による相給、および幕府領となるが、のちに全て幕府領[7]。
- 1695年（元禄8年）より百間村から百間中村、百間東村、百間中島村を分村する[7]。
- 1728年（享保13年）に笠原沼の開発により百間用水や中須用水（笠原沼代用水）が開削された[9]。
- 宝暦年間（1751年 - 1764年）より知行は旗本米津氏だが、1763年（宝暦13年）より下総佐倉藩領となる[7]。
- 幕末の時点では埼玉郡に属し、明治初年の『旧高旧領取調帳』の記載によると、代官・大竹左馬太郎支配所が管轄する幕府領、および佐倉藩領分の知行であった[7][注釈 2]。
- 1868年（慶応4年）6月19日  - 代官支配地が武蔵知県事・山田政則（忍藩士）の管轄となる。
- 時期不明（明治初年頃） - 百間村より百間金谷原組、百間西原組を分村する[7]。
- 1869年（明治2年）
  - 1月13日 - 武蔵知県事・宮原忠英の管轄区域に大宮県を設置。県庁は東京府馬喰町に置かれる。
  - 9月29日 - 県庁が浦和に置かれ浦和県に改称。
- 1871年（明治4年）
  - 7月14日 - 廃藩置県によって佐倉藩領地が佐倉県の管轄となる[8]。
  - 11月13日 - 第1次府県統合により埼玉県の管轄となる。
- 1879年（明治12年）3月17日 - 前年に制定された郡区町村編制法の埼玉県での施行により南埼玉郡の所属となる。郡役所は岩槻町に設置。
- 1889年（明治22年）4月1日 - 町村制施行により、（旧）百間村が百間中村、百間東村、百間中島村、百間金屋原組、百間西原組、蓮谷村と合併し、南埼玉郡百間村が成立する。（旧）百間村は百間村の大字百間となる[7]。大字百間の現在の青林寺に村役場を設置[7][10]。
- 1899年（明治32年）8月27日 - 地内に東武鉄道伊勢崎線が敷設され、開通と同時に杉戸駅（現、東武動物公園駅）が開業する。所在地は百間村だが、隣町である杉戸町（杉戸宿）との勢力関係でこの駅名となった[11]。
- 1930年（昭和5年）2月 - 大字境が複雑で不明瞭なため、百間村の大字の廃止に伴ない[12]、大字百間、大字百間中、大字百間東、大字百間金谷原組、大字百間西原組、大字百間中島、大字蓮谷の各一部から字百間が成立する[7]。また、大字百間は字原・字逆井・字山崎・字西原・字姫宮・字川端・字宮東・字中島・字道佛の各一部となる[7]。
- 1933年（昭和8年） - 百間小学校の川島分教場（現、宮代町立東小学校）が地内に設立される。
- 1955年（昭和30年）7月20日 - 百間村と須賀村が合併し、宮代町の字名となる[11]。
- 1960年（昭和35年）8月 - 現在の「四季の丘」の場所に役場の旧庁舎が鉄筋コンクリート造2階建てで完成し[12][13]、初代庁舎がある字西原（現在の百間小学校の隣接地）より移転する。
- 1962年（昭和37年）6月 - 地内に宮代郵便局が開局する[12]。
- 1965年（昭和40年）4月1日 - 住居表示が実施され、字百間と道佛の各一部から百間一丁目〜五丁目が成立、住居表示未実施で百間六丁目も同時に成立する[5]。 また、字百間の一部が分離され、以下の地域が成立する。字百間は存続。
  1. 住居表示が実施され、大字須賀の一部と合わせて中央一丁目〜三丁目が成立[5]。宮代郵便局の場所が字百間から外れる。
  2. 住居表示が実施され、大字須賀の一部と合わせて宮代一丁目〜三丁目が成立[5]。宮代町立百間中学校の場所が字百間から外れる。
  3. 住居表示が実施され、大字須賀の一部と合わせて本田一丁目〜四丁目が成立[5]。
- 1981年（昭和56年）
  - 3月28日 - 地内に東武動物公園が開園する。
  - 4月1日 - 地内に宮代町立笠原小学校が創立する。
- 1983年（昭和58年）11月1日 - 住居表示が実施され、字百間の一部から笠原一丁目・二丁目が成立[14]。宮代町役場の場所が字百間から外れる。
- 1985年（昭和60年）4月 - 地内に宮代町保健センターがオープンする[13]。
- 1990年（平成2年）4月 - 地内に宮代町商工会館が完成する[13]。
- 1994年（平成6年）1月 - 地内に宮代町立図書館がオープンする[13]（完成は前年7月）。
- 2000年（平成12年） - 地内の中須用水沿いの用地に水と緑のふれあいロード「騎西領・中須用水コース」が整備される。
- 2017年（平成29年）8月 - 地内で東武動物公園駅東口駅前広場整備事業に着手する[13]。

## 世帯数と人口
2020年（令和2年）10月時点での世帯数と人口は以下の通りである。
| 丁目・字   | 世帯数    | 人口    |
| ---------- | --------- | ------- |
| 字百間     | 23世帯    | 80人    |
| 百間一丁目 | 142世帯   | 338人   |
| 百間二丁目 | 66世帯    | 150人   |
| 百間三丁目 | 127世帯   | 267人   |
| 百間四丁目 | 239世帯   | 536人   |
| 百間五丁目 | 207世帯   | 474人   |
| 百間六丁目 | 204世帯   | 512人   |
| 計         | 1,008世帯 | 2,357人 |

## 小・中学校の学区
町立小・中学校に通う場合、学区は以下の通りとなる。
| 丁目・字   | 番地 | 小学校             | 中学校             |
| ---------- | ---- | ------------------ | ------------------ |
| 字百間     | 全域 | 宮代町立笠原小学校 | 宮代町立百間中学校 |
| 百間一丁目 | 全域 | 宮代町立東小学校   | 宮代町立百間中学校 |
| 百間二丁目 | 全域 | 宮代町立東小学校   | 宮代町立百間中学校 |
| 百間三丁目 | 全域 | 宮代町立東小学校   | 宮代町立百間中学校 |
| 百間四丁目 | 全域 | 宮代町立東小学校   | 宮代町立百間中学校 |
| 百間一丁目 | 全域 | 宮代町立東小学校   | 宮代町立百間中学校 |
| 百間六丁目 | 全域 | 宮代町立東小学校   | 宮代町立百間中学校 |

## 交通

### 鉄道

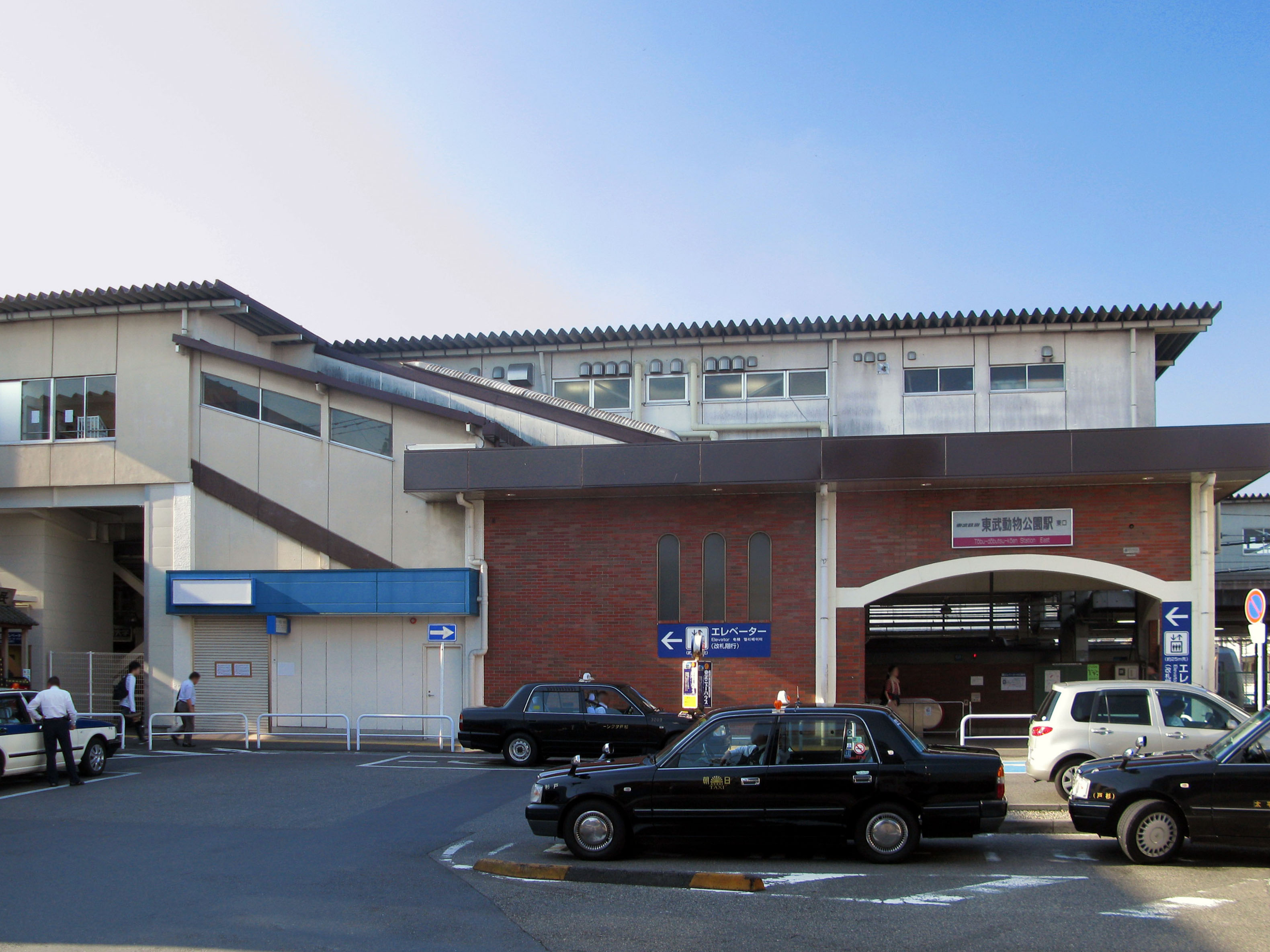
東武動物公園駅東口

- 東武動物公園駅 - 東武伊勢崎線（東武スカイツリーライン）

### 道路

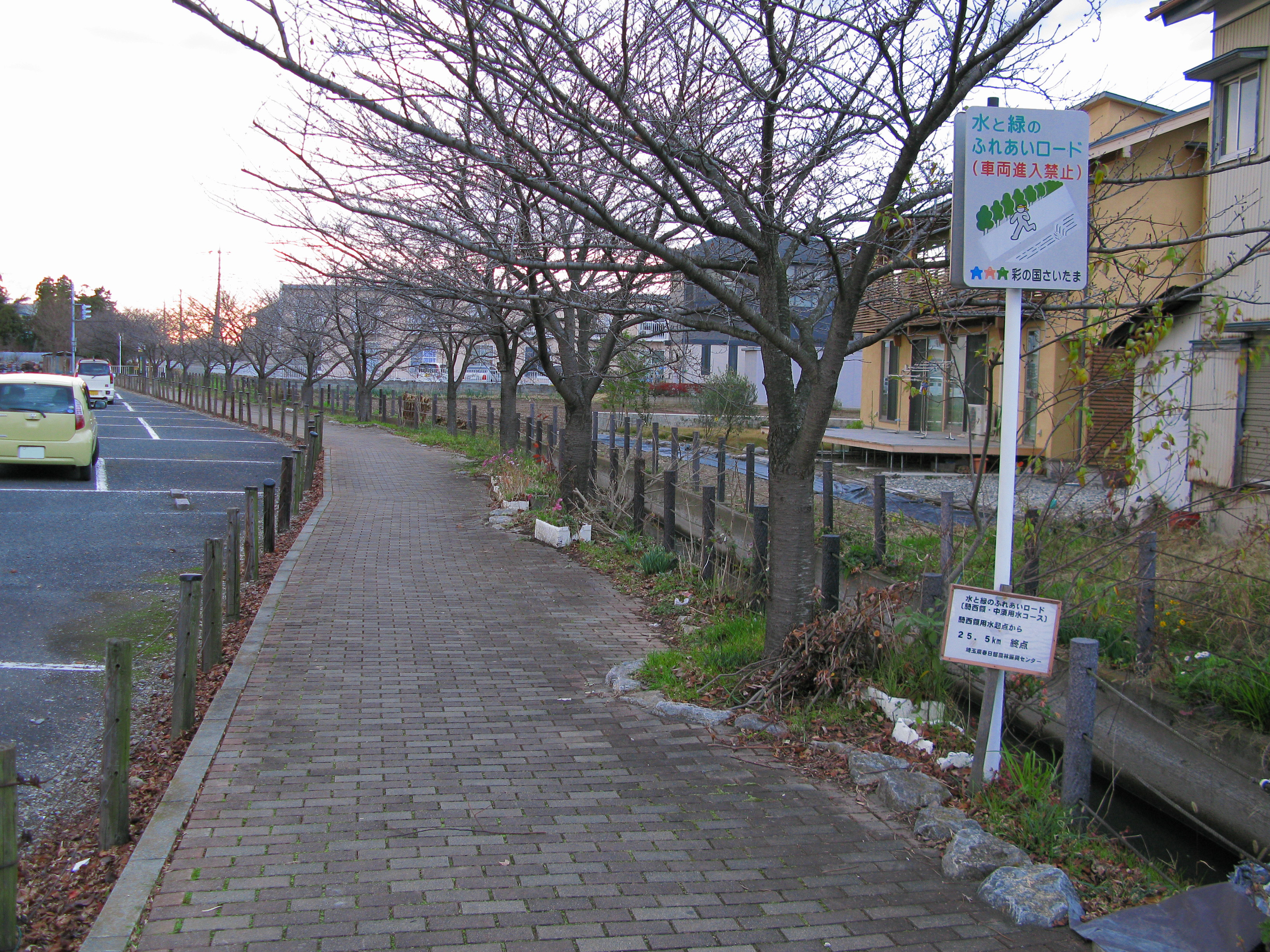
水と緑のふれあいロード

- 埼玉県道408号東武動物公園停車場線
- 埼玉県道154号蓮田杉戸線
- 水と緑のふれあいロード（自転車歩行者道）

## 施設
町丁
- 東武動物公園駅
- 東武鉄道 杉戸電気施設管理所
- 杉戸警察署東武動物公園駅前交番
- 宮代町立東小学校
- 百間保育園
- 百間公民館[16]
- 一庵坊 - 百間6丁目655の場所に所在
- 切戸会館 - 2019年度に廃止[17]。百間1丁目6‐1の場所に所在していた。併設されていた防災行政無線の設備も撤去された。
- 弁天会館 - 2020年度に廃止

字
- 東武動物公園（東ゲート付近の一部）
- 宮代町立笠原小学校
- 宮代町立図書館
- 宮代町保健センター
- 宮代町商工会館
- 蓮谷稲荷神社
  - 蓮谷集会所

※ 宮代町立百間小学校は字西原261に所在する。